# Церква Святої Параскеви (Стара Сіль)
Церква Святої Параскеви в Старій Солі — дерев'яний храм УГКЦ, пам'ятка архітектури національного значення в смт Старій Солі Старосамбірської громади Самбірського району Львівської области України.

## Історія
Дерев'яний храм зведений в 1440 році. За версією історика Михайла Драґана храм був побудований в XVII ст. Святиня належала до Старосільського монастиря Святої Параскеви.
1543 року польський король Сигізмунд I Старий перевів монастирську церкву в парохію з наданням їй права на користування певними ґрунтами. Наступна згадка про церкву датується 1565—1565 та 1589 роками.
1600 року при храмі заснували братство, в якому був осередок книгописання. У XVII ст. встановлено різьблений і золочений триярусний іконостас. У 1830-х роках проведені відновлювальні роботи. Протягом 1915, 1950 та 1980 років замінили ґонтове покриття на оцинковану бляху.
Після Львівського псевдособору 1946 року церква перейшла в російське православ'я. Від 1989 року знову в лоні УГКЦ.
Протягом 2010 року за ґрунтовними порадами фахівців інституту «Укрзахідпроектреставрація» здійснювалися ремонтно‑реставраційні роботи храму коштом місцевого жителя Андрія Басараба. Зокрема реставровано і відновлено кожухування стін ґонтами та перекрито дахи, піддашшя і верхи мідною бляхою. 10 листопада 2010 року відреставрований храм освятив владика Юліян Вороновський.

## Парохи
- о. Іван Мохнацький (1827)
- вакантна посада (1828—1833)
- о. Іван Турчманович (старший) (1835—1839)
- о. Іван Турчманович (молодший) (1839—1841, адміністратор)
- о. Василь Товарницький (1842—1866)
- о. Венедикт Літунський (1866—1868, адміністратор)
- о. Лев Ясеницький (1868—1897)
- о. Василь Полянський (1897—1898, адміністратор)
- о. Константин Грицикевич (1898—1916)
- о. Віктор Лапичак (1916—1918, адміністратор)
- о. Василь Олексин (1918—1930)
- о. Орест Мартинович (1931—1939)
- о. Михайло Низкогуз (1989)
- о. Василь Пукій — нині

Сотрудники:
- о. Микола Нестерович (1828)
- о. Йосиф Івановський (1830—1832)
- о. Іван Ломницький (1832—1834)
- о. Юліян Максимович (1835—1841)
- о. Теофіл Полянський (1841—1842)
- о. Іларій Левицький (1842—1850)
- о. Антін Березинський (1851—1860)
- о. Маркель Мигулович (1860—1862)
- о. Кирило Сілецький (1862)
- о. Ксаверій Білинський (1864—1869)
- о. Йосиф Ломницький (1869—1871)
- о. Андрій Савицький (1871—1873)
- о. Карло Волощинський (1873—1874)
- о. Олександер Грушкевич (1874—1877)
- о. Павло Винницький (1877—1878)
- о. Кипріян Ясеницький (1878—1881)
- о. Юліян Ясеницький (1881—1883)
- о. Микола Ясеницький (1883—1886)
- о. Евген Витощинський (1886—1889)
- о. Богдан Ярема (1890—1891)
- о. Михайло Гичко (1891—1895)
- о. Василь Полянський (1895—1897)
- о. Василь Балко (1897—1901)
- о. Іван Гринь (1901—1902)
- о. Григорій Коваль (1902—1904)
- о. Іван Гнатищак (1904—1905)
- о. Лев Федонович (1905—1906)
- о. Теодор Середницький (1906—1907)
- о. Роман Гуменюк (1907—1908)
- о. Іван Федич (1908—1910)
- о. Юрій Колодій (1910—1911)
- о. Віктор Лапичак (1911—1916)
- о. Володимир Кобинецький (1917—1918)
- о. Микола Грицеляк (1924—1925)
- о. Іван Корлятович (1925—1926)